# فوزي واعمر
فوزي واعمر (12 مارس 1993 بتمسمان في المغرب - ) هو لاعب كرة قدم مغربي في مركز الوسط. لعب مع نادي أرليه أفينيون ونادي موناكو.

## وصلات خارجية
- فوزي واعمر على موقع رابطة كرة القدم الفرنسية للمحترفين (الإنجليزية)
- فوزي واعمر على موقع قاعدة بيانات كرة القدم.إي يو (الإنجليزية)
- فوزي واعمر على موقع Soccerway.com (الإنجليزية)